# Det möjliga
Det möjliga är en diktsamling av den svenske författaren Lars Forssell, utgiven 1974 på Albert Bonniers Förlag. Samlingen består av kärleksdikter och är ett av hans mest citerade verk.
Samlingen är en av titlarna i boken Tusen svenska klassiker (2009).

## Utgåvor
- Forssell, Lars (1974). Det möjliga: dikter. Stockholm: Bonnier. Libris 7144338. ISBN 91-0-039330-4
- Forssell, Lars (1978) (på obestämt språk). Det möjliga dikter. Lund: Btj. Libris 11532467
- Forssell, Lars. (2010). Det möjliga dikter /. Lund: Btj. Libris 12579053

### Fotnoter
1. ↑  ”Det möjliga”. Libris.kb.se. http://libris.kb.se/hitlist?d=libris&q=Lars+Forssell+Det+m%C3%B6jliga&f=simp&spell=true&hist=true&p=1. Läst 2 februari 2013.
2. 1 2  Gradvall et al 2009, #420